# Despolarización

Impulso nervioso neuronal unidireccional por el cambio de potencial trasmembrana

La despolarización es una disminución del valor absoluto del potencial de membrana en una neurona. (-70 mV). Este potencial negativo se genera por la presencia en la membrana de bombas sodio/potasio (que extraen de forma activa 3 iones de sodio o Na+ desde el interior hacia el exterior celular e introducen 2 iones de potasio o K+, consumiendo 1 molécula de ATP), canales para el potasio (que permiten el intercambio libre de los iones K+ siguiendo un gradiente de concentración) y bombas para iones de cloro o Cl- (que lo extraen de forma activa). Como resultado, el espacio extracelular es más rico en Na+ y Cl- que el interior, mientras que los iones K+ se acumulan en el interior respecto al exterior. 
La diferencia de potencial dentro y fuera de la célula no es porque salen 3 cargas positivas (Na+) y entran solo 2(K+), en realidad el balance entre iones positivos y negativos es siempre cero, la diferencia de potencial se crea debido a que los iones Sodio atraen con más fuerza a los electrones que los iones Potasio, por tanto fuera de la célula se tiende a tener mayor afinidad electrónica que dentro, eso crea una tendencia a que los electrones fluyan hacia afuera lo que crea una diferencia de potencial eléctrico que físicamente puede ser medido.
Cuando una neurona recibe un estímulo, se abren los canales de sodio presentes en la membrana, y por tanto el Na+ entra en la célula a favor del gradiente de concentración, de manera que el potencial de membrana cambia a positivo mediante el intercambio de iones, produciéndose una despolarización. Si la despolarización alcanza un determinado valor umbral, se genera un potencial de acción. El siguiente paso es la apertura de los canales de potasio y la inactivación de los canales de sodio, de manera que se produce la repolarización de la membrana. Los canales de sodio, volverán al estado cerrado en la hiperpolarización para continuar en este estado durante todo el potencial de reposo; hasta la llegada de un nuevo potencial de acción el cual produzca la activación y apertura de los canales de sodio, repitiendo el ciclo nuevamente y generando una nueva acción despolarizante. Este proceso forma parte de la transmisión sináptica.

## Despolarización mental

### Definición y contexto
La despolarización mental es una técnica de preparación mental desarrollada en el ámbito del alto rendimiento deportivo, cuyo objetivo es ayudar a las personas a superar pensamientos extremos o polarizados. Busca facilitar un estado mental más equilibrado, liberando el potencial cognitivo y emocional bloqueado. El método ha sido utilizado principalmente por deportistas profesionales y de élite, aunque también se ha aplicado en contextos de desarrollo personal y profesional.

### Origen y desarrollo
La técnica fue desarrollada en 2019. Su creador, Pierre David, registró el método como una herramienta para intervenir en la identidad del individuo y mejorar su rendimiento. Según la academia, más de 2000 personas —entre deportistas, entrenadores y empresarios— han aplicado la técnica. Un alto porcentaje de los deportistas obtuvo medallas en los Juegos Olímpicos de Tokio 2020 y Pekín 2022.

### Fundamento teórico
La despolarización mental parte de la premisa de que los extremos mentales (como la arrogancia o la sumisión) limitan el comportamiento adaptativo. El método propone integrar ambas polaridades para alcanzar una mayor flexibilidad mental. Se diferencia de otras técnicas como la visualización tradicional, en tanto que trabaja sobre las creencias identitarias del individuo, permitiendo una reconexión con aspectos no juzgados de sí mismo.

### Aplicación
El proceso se realiza en sesiones guiadas por profesionales e incluye cuestionarios y ejercicios introspectivos. Aunque su uso inicial se centró en el deporte, también se promueve en ámbitos educativos y empresariales.

### Recepción y críticas
Hasta la fecha no existen estudios académicos revisados por pares que validen empíricamente su eficacia. Esto ha generado reservas en algunos sectores de la psicología científica.